# X-6試驗機

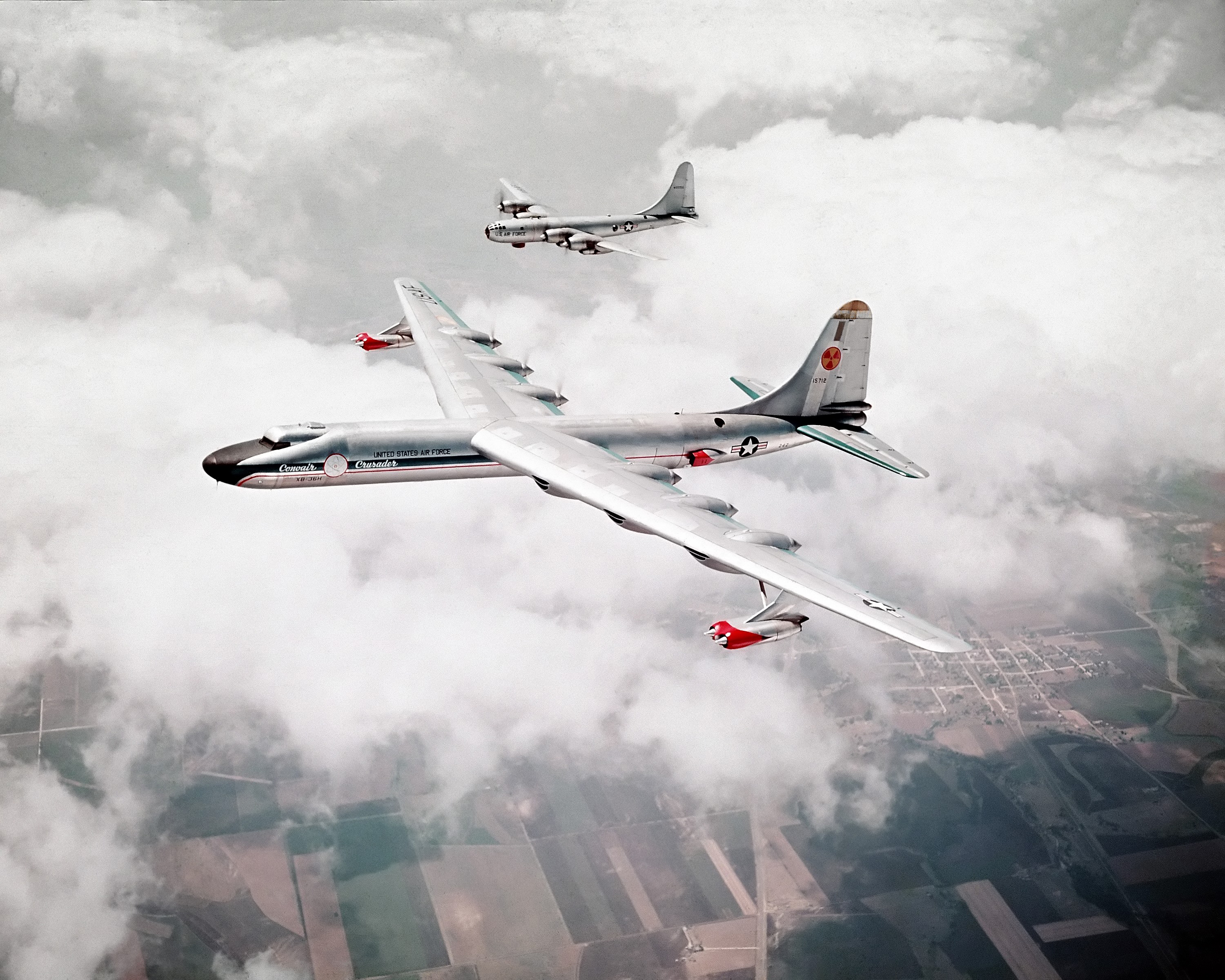
康维尔NB-36H飞行核反应试验平台

康维尔公司的X-6是一款从没建造出来的试验机。1946年5月，美国空军启动了“航空用核子动力”项目（NEPA），1951年，此计划被“核子动力飞机”项目（ANP）取代。在ANP项目中，有一个计划是由Convair公司以MX-1589方案的名义来改装两架B-36和平締造者轟炸機。其中一架会被用来测试空载核反应堆的防护措施，另一架就是X-6。
第一架被改装的B-36叫做“核子动力试验机”（NTA）。在改装前，这架B-36H-20-CF（序列号51-5712）在1952年9月1日的一场飓风中受损。这架飞机被重新设计成XB-36H，然后被改装成NB-36H，加装了一个1000千瓦的气冷式核反应堆。这个反应堆在空中的确运行了一段时间，但是没有为飞机提供动力。它的唯一一个目标是研究辐射对于机载系统的影响。1955年至1957年之间，NB-36H完成了47次试飞。根据NB-36H计划的结果，人们终止了整个核子动力飞机计划，当然也包括X-6计划。主要原因是洲际弹道导弹的快速发展取代了对远程轰炸机的需求。
1960年代，苏联的图波列夫设计局使用图-119进行了相似的试验，这种飞机是由一架图-95式轰炸机加装一个核反应堆而成。该型号在停止开发前的进度没有超过X-6。

## 数据

### 外型
- 乘员： 5
- 长度： 162英尺（49.38米）
- 翼展： 230英尺（70.1米）
- 高度： 46英尺9英寸（14.26米）

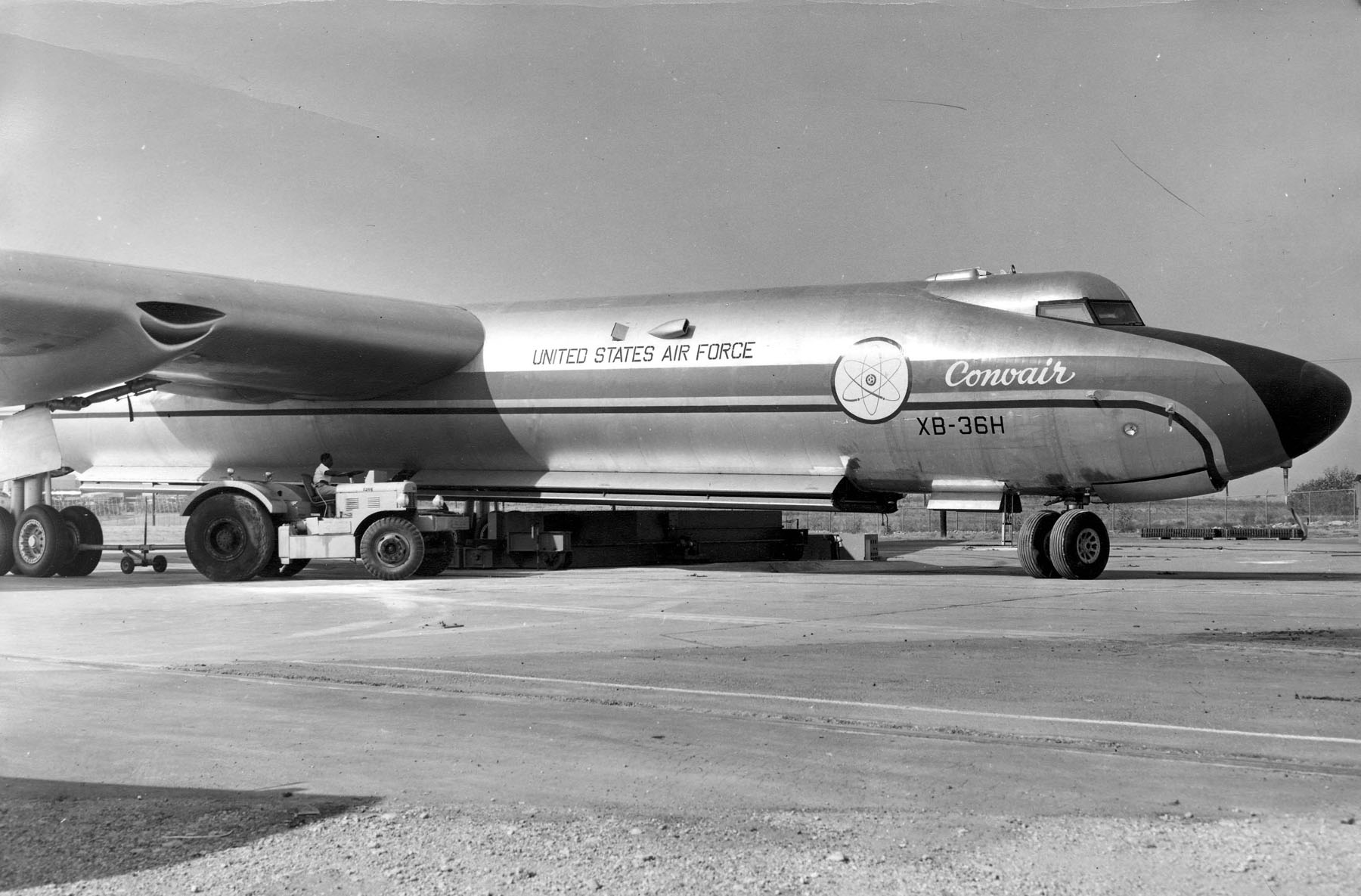
Convair的NB-36H, X-6计划的试验机

- 机翼面积： 4770平方英尺（443.3平方米）
- 最大起飞重量： 360,000磅（163,000千克）
- 推进装置： 六具Pratt & Whitney R-4360-53，每具推力为3,800马力（2,830千瓦），四具通用电气 X40涡轮发动机

### 性能
- 最高速度： 390英里／时（628千米／时）
- 实用升限： 40,000英尺（12,200米）

## 相关
- 关联计划:
- 类似机型: 图波列夫图-119
- 改型: